# Gouvernement du Nouveau-Brunswick
Le gouvernement du Nouveau-Brunswick est le titulaire du pouvoir exécutif au Nouveau-Brunswick. Le lieutenant-gouverneur du Nouveau-Brunswick désigne le premier ministre, généralement le chef du parti majoritaire en chambre, qui à son tour forme le Conseil exécutif. Le gouvernement est responsable devant les élus de l'Assemblée législative du Nouveau-Brunswick.

## Premier ministre
Le premier ministre du Nouveau-Brunswick est le chef du gouvernement. Il est généralement le chef du parti politique détenant le plus grand nombre de sièges à l'Assemblée législative et est désigné par le lieutenant-gouverneur après une victoire de son parti lors d'une élection générale. Par tradition, il doit lui-même être un député élu à l'Assemblée législative. Il dirige le conseil exécutif et en nomme les membres, habituellement des députés de son propre parti.
Depuis le 2 novembre 2024, la première ministre du Nouveau-Brunswick est Susan Holt.

## Conseil exécutif
Le Conseil exécutif est le corps responsable des prises de décision dans le gouvernement. Il se compose du premier ministre, des ministres titulaires de ministères et des ministres d'État. Le Conseil exécutif dirige l'action gouvernementale et l'administration publique, voit à l'application de la loi, des règlements et des politiques.